# Omnitrophota
Omnitrophota u Omnitrophica es un filo candidato de bacterias recientemente propuesto, de nutrición quimiolitoautótrofa. Previamente se conocía como filo candidato OP3. Estas bacterias parecen prosperar en ambientes anóxicos, tales como los sedimentos marinos profundos, medios hipersalinos, lagos de agua dulce, acuíferos, suelos inundados y biorreactores metanogénos. Los análisis genómicos han encontrado genes responsables de la construcción de magnetosomas, que están presentes también en otros filos de bacterias. Estos orgánulos tienen propiedades magnéticas, lo que hace que las bacterias se orienten magnéticamente en el medio ambiente. Omnitrophota forma parte del grupo Planctobacteria (PVC) junto a los filos Planctomycetes, Verrucomicrobia y Chlamydiae con los que comparte un antecesor común.